# Owenisme

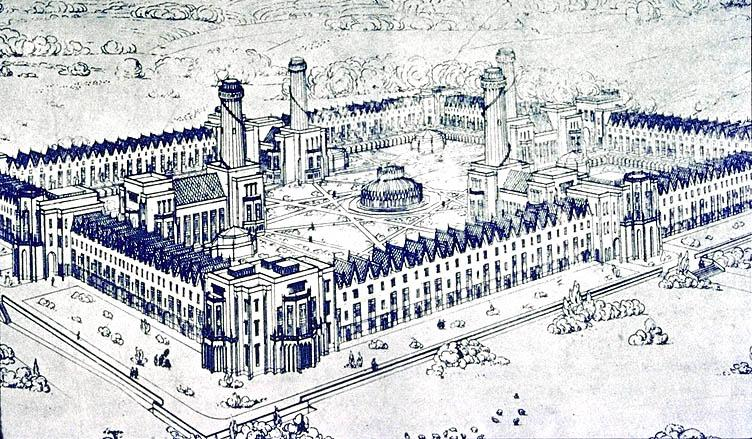
Disseny de la colònia de New Harmony (Indiana, Estats Units.

Owenisme és un corrent del socialisme basada en les idees de Robert Owen que es va desenvolupar a Gran Bretanya i als Estats Units entre 1820 i 1870, i la influència de les quals es va estendre fora de l'àmbit anglosaxó —Cabet, Proudhon, Weitling, santsimonians etc.— Es va caracteritzar pel reformisme i per la seva oposició a la idea de la lluita de classes, dos principis que van marcar la història del socialisme anglès, com va recordar Sidney Webb al Congrés del Partit Laborista de 1923: «Hem de recordar que el fundador del socialisme anglès no va ser Karl Marx sinó Robert Owen, i que Robert Owen no predicava la lluita de classes, sinó la doctrina de la fraternitat humana».

## Història

### El socialisme reformista i cooperativista de Robert Owen
Per aconseguir el «nou món moral» que havia de substituir a la societat capitalista, Owen rebutjava la revolució i la lluita de classes i propugnava la via reformista i interclassista, perquè confiava que les dades «científiques» de la raó serien suficients per convèncer a les classes altes perquè fessin concessions als treballadors i il·luminar així la «nova societat». Ell mateix va aplicar aquest principi a la seva fàbrica de New Lanark mitjançant la millora de les condicions de vida i de treball dels obrers que allí treballaven, ja que «la prosperitat real de la població» es mesura «amb exactitud a cada moment pel nivell dels salaris i l'extensió del benestar que la classe productora pot obtenir a canvi del seu treball» i «quan la ignorància, l'excés de treball i els baixos salaris es combinen, no només el treballador es troba en una condició miserable sinó que les mateixes classes superiors són ofeses».
Seguint els postulats de la teoria del valor-treball, considerava el treball com la font «de tota la riquesa nacional», que si estava «ben dirigit» podia «produir una quantitat superior a les necessitats essencials de la humanitat», i també com «la mesura natural del valor», principi que havia de posar-se en pràctica immediatament. Així s'havien de limitar els beneficis i els interessos dels capitals, substituir la competència per un intercanvi equitatiu dels productes en els «magatzems de treball», i unir la producció agrícola i manufacturera en llogarets comunitaris d'unes 1.200 persones —com en les «colònies» owenianes de New Harmony (Estats Units, 1825) o de Harmony Hall (Gran Bretanya, 1840). Així mateix havien de potenciar-se els sindicats obrers, la funció dels quals no es limitaria a la lluita per la millora de les condicions laborals, sinó que constituirien el fonament de la «nova societat» mitjançant la formació de cooperatives.

### L'Owenisme a Gran Bretanya
Malgrat el fracàs de la colònia socialista de New Harmony, Robert Owen després del seu retorn dels Estats Units el 1828 es va convertir en la figura central de l'incipient moviment obrer britànic, en el seu guia, aconseguint també la seva influència a determinats mitjos burgesos radicals. Molts obrers van posar llavors en marxa experiències cooperatives, mentre que alguns teòrics van difondre els seus postulats.

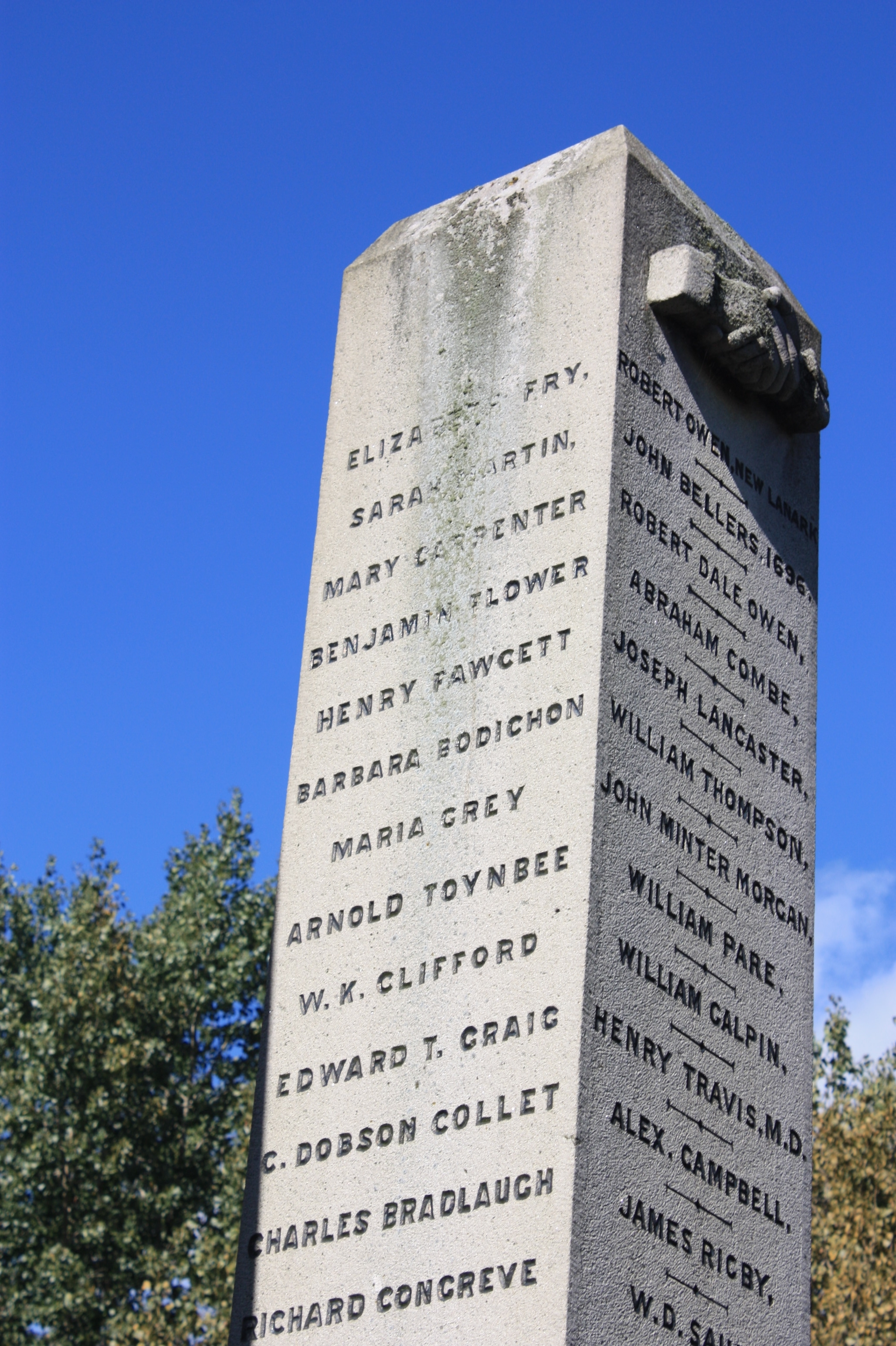
Reformer's Memorial al cementiri Kensal Green de Londres, en el qual apareixen destacats owenistes, a més del propi Robert Owen, com Abram Combe, John Minter Morgan o Frances Wright.

Entre els seguidors més destacats d'Owen es troben George Mudie, Abram Combe i John Minter Morgan. L'escocès George Mudie va publicar entre 1821 i 1822 el periòdic The Economist amb la finalitat de propagar les idees d'Owen en els mitjans obrers, aconseguint-ho sobretot entre els artesans i obrers qualificats —i singularment entre els tipògrafs de Londres. Per iniciativa seva es va engegar en 1821 la primera cooperativa owenista amb el nom d'Economic and Co-operative Society, amb la finalitat de crear un «Llogaret d'Unitat i Cooperació Mútua» que realitzaria activitats agrícoles, manufactureres i comercials. L'experiència, no obstant això, va durar molt poc temps.
El cas del també escocès Abraham Combre va ser diferent doncs es tractava d'un empresari que posseïa una manufactura de cuirs i que s'havia convertit a l'owenisme després d'una visita a New Lanark, on Owen havia començat a aplicar la seva nova forma d'organització industrial. Juntament amb un altre escocès, A.J. Hamilton, va fundar a Edimburg un magatzem cooperatiu, que només va durar un any, però això no li va desenganyar i poc després es va llançar a l'experiència de la colònia d'Orbiston en la qual va aplicar els principis del «socialisme cooperativista» d'Owen, en els mateixos anys en què aquest estava engegant als Estats Units el seu projecte de New Harmony. No obstant això, la colònia va ser un fracàs i Combe va morir arruïnat.
El socialista cristià John Minter Morgan va publicar en 1827 el llibre La rebel·lió de les abelles, una paràbola que li servia per explicar les idees d'Owen: unes abelles es veuen envaïdes per l'egoisme el que els condueix a la divisió i a tota mena de penalitats; llavors apareix una abella sàvia (trassumpte del propi Owen) que aconsegueix que recuperin la vida comunitària i torni la felicitat. L'obra va ser molt llegida en els mitjans obrers.
Un paper més rellevant en la difusió de l'owenisme el va exercir John Doherty, ja que com a líder del primer gran sindicat modern britànic fundat en 1829, la Gran Unió dels Obrers Filadors del Regne Unit, va ser clau en l'acceptació per part del moviment obrer de les teories cooperativistes, que fins llavors només eren seguides pels cercles d'iniciats owenistes. Així neix en 1829 l'Associació Britànica per a la Promoció de la Ciència Cooperativa (British Association for the Promotion of Co-operative Knowledge) i en 1832 ja es comptabilitzen unes 500 societats cooperatives de distribució i de producció, aquestes últimes vinculades estretament a les organitzacions obreres (Trade-Unions).
Per impulsar el moviment cooperatiu Owen engega en 1832 la National Equitable Labour Exchange (Borsa Nacional de Canvi Equitatiu del Treball), amb seu a Londres —es crearà una altra a Birmingham— en la qual les cooperatives podrien vendre els seus productes rebent a canvi uns bitllets de treball (labour notes) que substituirien als diners —el valor dels productes es calculava pel nombre d'hores de treball que «contenien», en aplicació de la teoria del valor-treball. Al principi va funcionar molt bé, i els bitllets de treball fins i tot van ser acceptats per comerciants privats, però al poc temps es va produir un desajustament entre l'oferta i la demanda —sobraven uns productes i en faltaven d'altres, especialment teixits i alimentació, sectors en els quals no s'havia estès el moviment cooperatiu, circumscrit gairebé exclusivament a la producció artesanal en tallers. Això va provocar un dèficit que Owen va haver de sufragar recorrent a la seva fortuna personal.
En 1833 Gran Bretanya va viure un moment de recrudescència de l'agitació obrera a causa de la frustració causada per l'aprovació de la Llei de Reforma de 1832 que no havia concedit el dret al vot als treballadors malgrat les promeses fetes per la burgesia liberal. Aquest ambient de confrontació social —«El desig d'un home de viure a costa dels fruits del treball d'un altre és el pecat original del món», es pot llegir en el Poor Man's Guardian—, va propiciar una nova iniciativa d'Owen: la creació d'un gran sindicat nacional amb la doble finalitat de coordinar les accions reivindicatives obreres i d'aconseguir una economia socialista basada en la cooperació.
Així a l'any següent va néixer la Grand National Consolidated Trades Union, que rep un suport entusiasta i al poc temps aconsegueix el mig milió d'afiliats, que s'integren en les «lògies» (seccions locals) després de prestar un jurament de lleialtat, segons un ritual inspirat en la francmaçoneria. No obstant això, la GNCTU ha de fer front a una aferrissada resistència dels patrons que recorren al lock-out i al «document» —obliguen als obrers que volen ser contractats a signar un «document» en el qual juren que ni pertanyen ni pertanyeran a cap trade union. El govern liberal recolza als patrons i inicia per la seva banda una dura repressió, justificant-la per l'amenaça a la propietat de les «classes baixes», i l'episodi de les quals més conegut va ser la deportació de sis jornalers de Dorchester, els màrtirs de Tolpuddle. Tot això, unit a les lluites internes i a la falta de fons per mantenir les vagues, condueix a la dissolució de la GNCTU a l'agost de 1834. «L'esforç no va durar més que alguns mesos, però va deixar petjades inoblidables. […] Per primera vegada, Gran Bretanya va conèixer un moviment obrer de masses amb objectius socialitzants».[14]
Per la seva banda Owen, després del fracàs de la GNCTU, es va retirar del moviment obrer i en 1835 va iniciar l'última etapa de la seva vida —tenia llavors 64 anys— que va dedicar a anunciar un «Nou Món Moral» (New Moral World).
1. ↑  Bedarida, 1984, p. 374-375; 377; 382.

Durant aquest temps la propaganda owenista es va incrementar. El diari New Moral World, que es va editar fins a 1845, era llegit per diverses desenes de milers de persones i el setmanari Weekly Dispatch va aconseguir un tiratge de 40.000 exemplars en 1840. La Association of All Classes of All Nations (AACAN) va arribar a comptar amb 70.000 membres, i entre 1839 i 1841 es van distribuir una mitjana de dos milions i mitjà d'octavetes populars o octavetes socials a l'any i es van pronunciar prop de 1.500 conferències.[16]